# گیوم رستس
گیوم رست (انگلیسی: Guillaume Restes؛ زادهٔ ۱۱ مارس ۲۰۰۵) بازیکن فوتبال اهل فرانسه است.
وی همچنین در تیم‌های ملی فوتبال زیر ۱۷ سال فرانسه، زیر ۱۸ سال فرانسه، و زیر ۲۱ سال فرانسه بازی کرده‌است.